# Kalvarienbergkapelle (Ramsau bei Berchtesgaden)

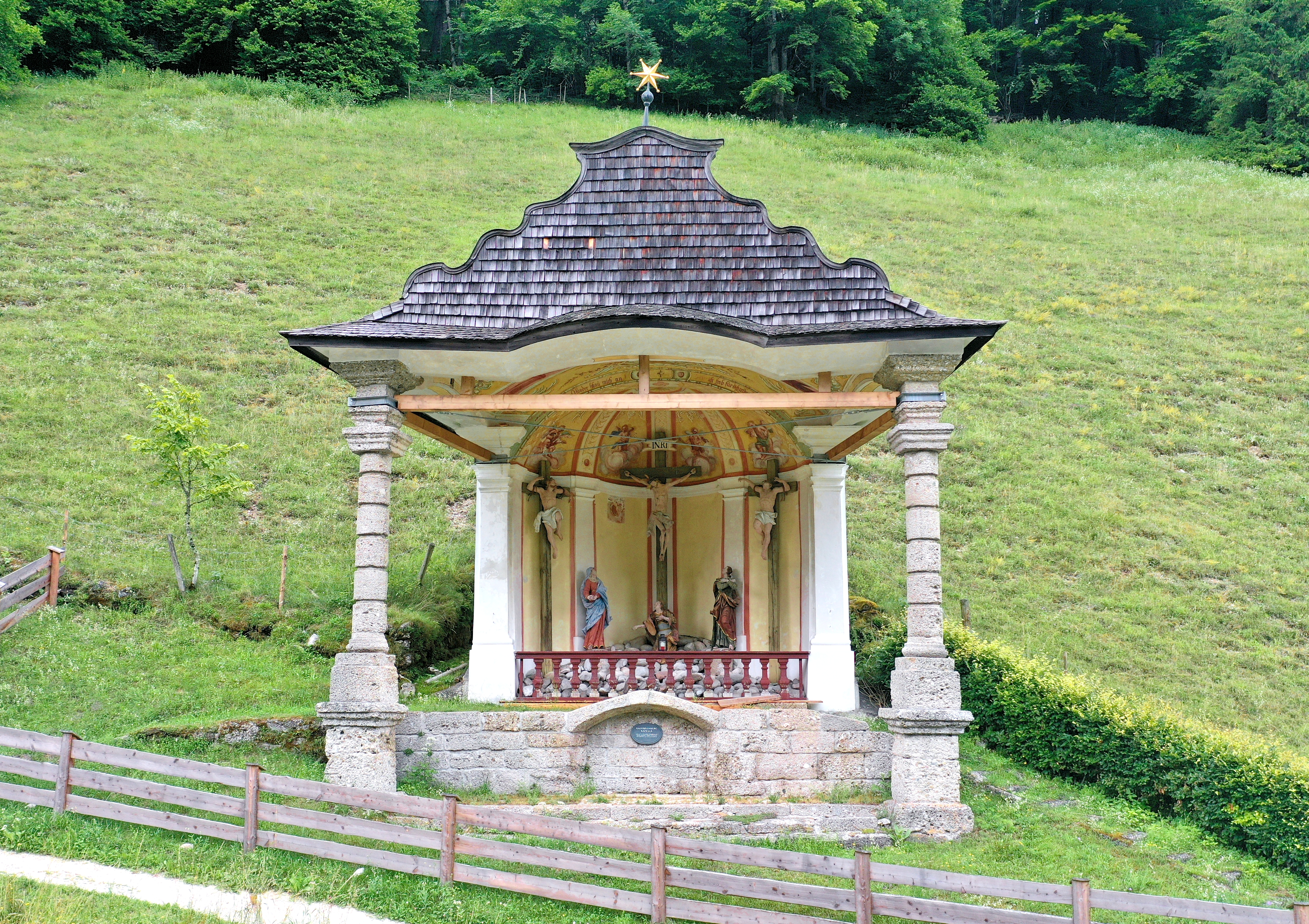
Kalvarienbergkapelle

Die Kalvarienbergkapelle ist eine im Stil des späten Rokoko erbaute Kapelle der römisch-katholischen Pfarrei in Ramsau bei Berchtesgaden.

## Lage
Die Kalvarienbergkapelle liegt etwa 300 m westlich der Pfarrkirche St. Sebastian und bildet Anfang bzw. Ende des Stationswegs hinauf nach Maria Kunterweg.

## Geschichte
Die Kalvarienbergkapelle ist noch ein Werk des späten Rokoko. Sie wurde 1774 als offene Ädikula errichtet und mit fast lebensgroßen Skulpturen der Kreuzigungsgruppe und den beiden seitlichen Schächern ausgestattet.
Die Kalvarienbergkapelle ist ein nachqualifiziertes Einzeldenkmal.

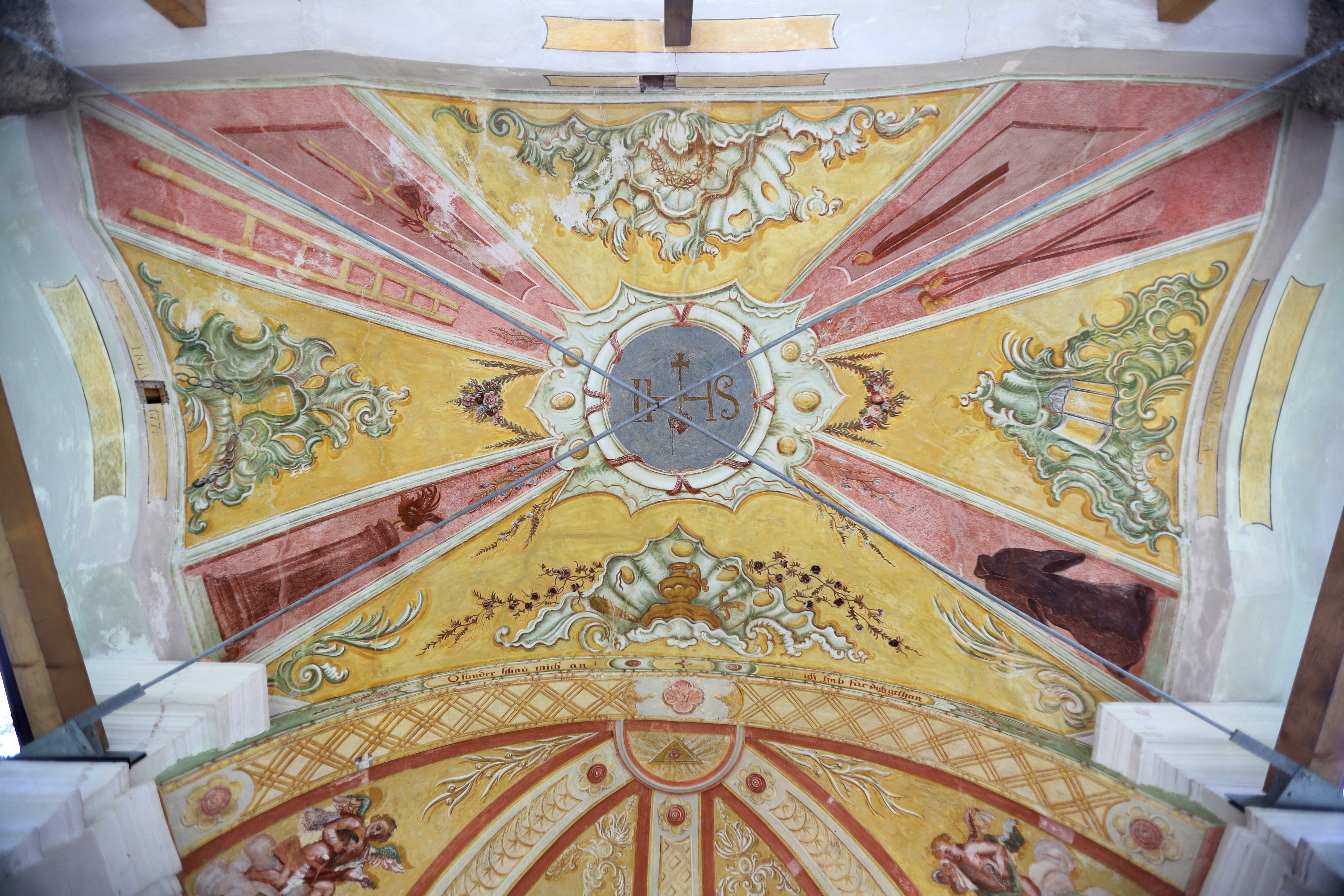
Deckenmalerei
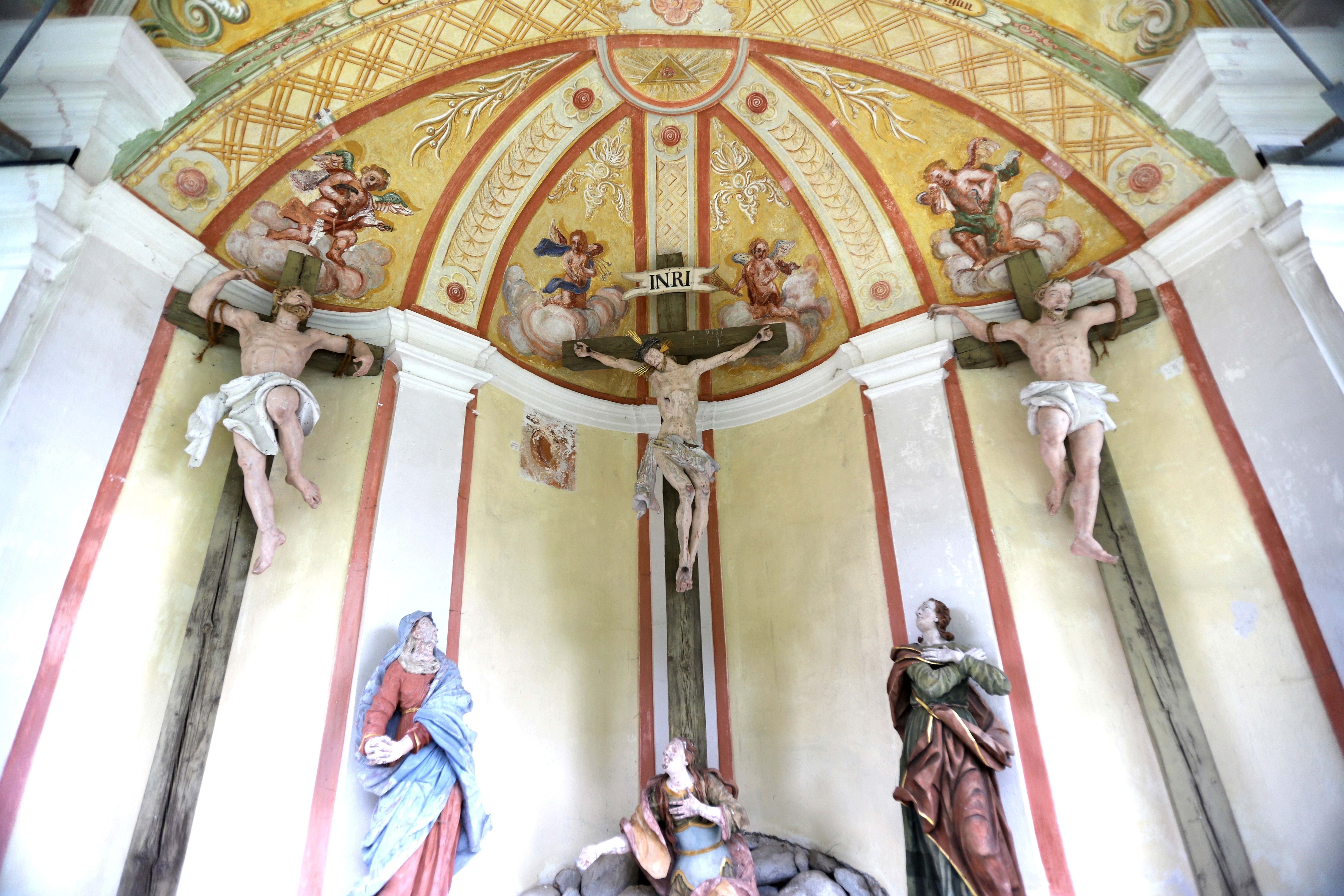
Kreuzigungsgruppe
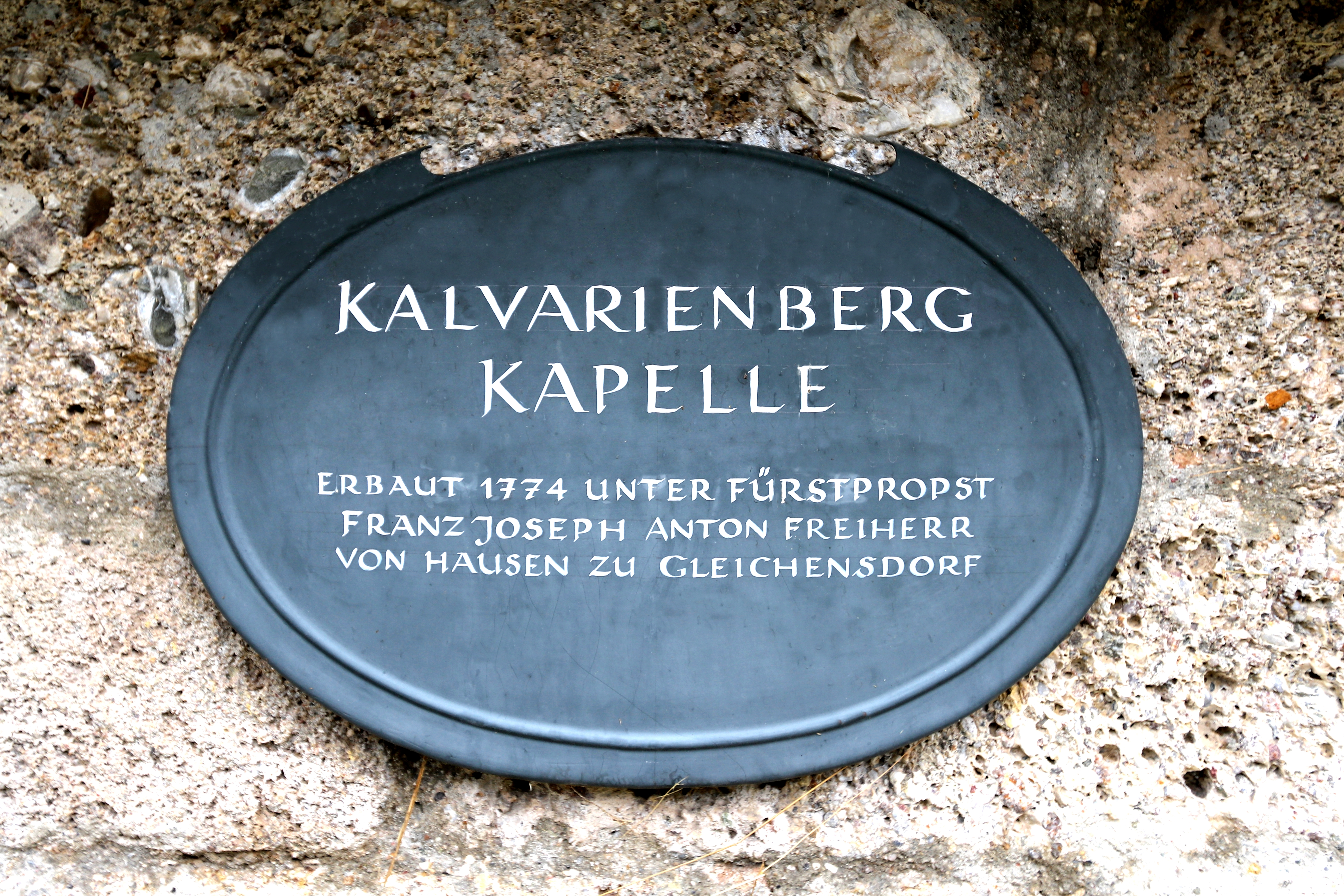
Hinweistafel zur Kapelle
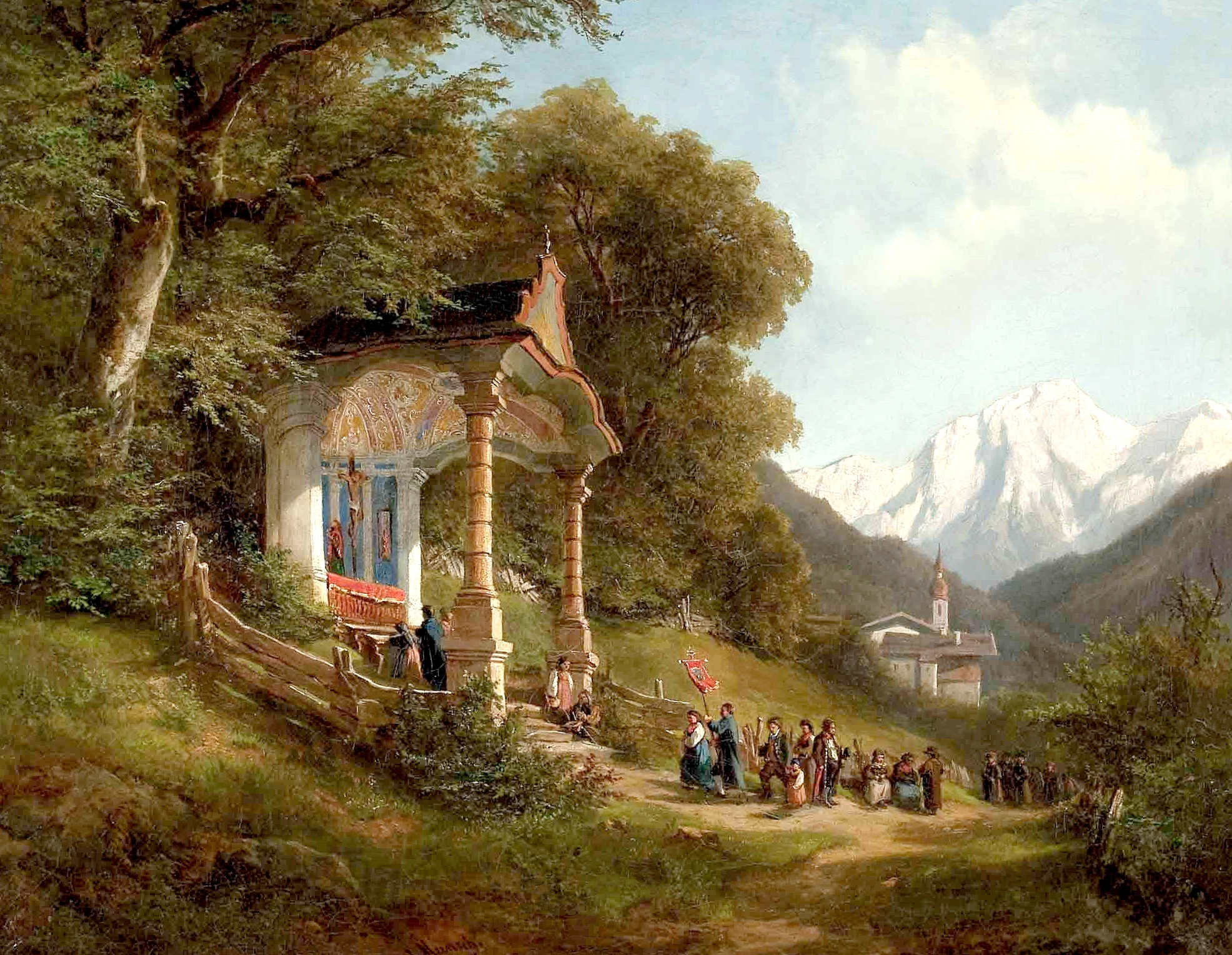
Leopold Munsch: Prozessionszug bei der Waldkapelle in der Ramsau bei Berchtesgaden (Pfarrkirche St. Sebastian im Hintergrund; vor/um 1888)